# Tào Ngọc Tú
Ông Tào Ngọc Tú (sinh năm 1963) là một doanh nhân gốc Việt thành đạt tại Ba Lan. Ông là người sáng lập Tập đoàn Tan-Viet International Ltd vào năm 1990 tại Gdansk và hiện là Chủ tịch Tập đoàn Tan-Viet. Ông được xem là người đầu tiên đưa mì ăn liền vào Ba Lan.

## Hoạt động
Ông tốt nghiệp Thạc sĩ Kỹ sư chuyên ngành Cơ khí và Công nghệ máy tại Đại học Bách khoa Gdansk, Ba Lan, và luôn tự hào về ngôi trường đã đào tạo mình.
Ông rất vinh dự khi luôn được mời tham dự những sự kiện lớn nhất của nhà trường, và thường có mặt ở buổi khai giảng đầu tiên hàng năm, nơi tỏa sáng kiến thức của các Giáo sư tinh hoa uyên bác vĩ đại.
Hiện nay, Tan-Viet Group là một tập đoàn thực phẩm quốc tế uy tín, hoạt động đa quốc gia, có các công ty thành viên tại Ba Lan, Việt Nam, Mỹ,... với quy mô hiện đại, bao gồm sản xuất, marketing và phân phối thực phẩm Châu Á trên toàn cầu. Các thương hiệu nổi tiếng thuộc tập đoàn, như Vifon, TaoTao, Kimchoo và các thương hiệu khác, đang có mặt trong các hệ thống siêu thị hàng đầu thế giới và lan tỏa tới hơn 120 quốc gia. Tại Ba Lan, Tập đoàn chiếm vị trí số 1 trong thị trường mì ăn liền với khoảng 50% thị phần và vị trí số 1 trong thị trường nước xốt Châu Á với khoảng 40% thị phần.
Năm 2005, ông Tào Ngọc Tú và một số lãnh đạo công ty Tan-Viet bị nghi vấn và cáo buộc tham ô cùng rửa tiền. Tuy nhiên, tòa án Ba Lan đã cấp “list żelazny” – “bảo đảm thép”, một quyết định hiếm có, nhằm bảo đảm quyền miễn trừ và bất khả xâm phạm cho ông trong suốt quá trình pháp lý. Các cáo buộc vô căn cứ này đã được tòa án sơ thẩm và phúc thẩm minh chứng là sai sự thật, qua đó chứng minh sự vô tội của ông và các thành viên khác. Năm 2011, tòa án tuyên bố trắng án cho cả ông và tất cả các cộng sự trong tập đoàn.